# ناحیه اگر
ناحیهٔ اگر (به مجاری: Egeri járás) یک ناحیه در مجارستان است که در هِوِش واقع شده‌است. ناحیهٔ اگر ۶۰۲٫۰۵ کیلومتر مربع مساحت و ۸۷٬۹۳۹ نفر جمعیت دارد.